# Rio de Morrum
Morrum (em sueco: Mörrumsån;  PRONÚNCIA) é um rio do sul da Suécia. Nasce em Lindshammar, na Småland, passa pelos lagos Helgasjön e Åsnen, atravessa Blekinge, e deságua no mar Báltico, perto de Morrum. Tem uma extensão de 175 quilômetros. Nas sua águas é praticada a pesca da truta no outono e na primavera, e do salmão no verão.